# Sang Dao
Sang Dao (kinesiska: 桑岛) är en ö i Kina. Den ligger i provinsen Shandong, i den östra delen av landet, omkring 330 kilometer öster om provinshuvudstaden Jinan. Arean är 2,3 kvadratkilometer. Den sträcker sig 1,8 kilometer i nord-sydlig riktning, och 2,5 kilometer i öst-västlig riktning.
Genomsnittlig årsnederbörd är 727 millimeter. Den regnigaste månaden är juli, med i genomsnitt 304 mm nederbörd, och den torraste är januari, med 7 mm nederbörd.